# Gates MacGarrah
Gates White MacGarrah, född 20 juli 1863 i Monroe, New York, död 5 november 1940 i New York, var en amerikansk finansman.
Efter att ha innehaft ledande ställningar inom olika bank- och industriföretag var MacGarrah 1917–1919 chef för New York Clearing House och tjänstgjorde därefter som direktör för Federal Reserve Bank of New York till 1930. 1930–1933 var MacGarrah styrelseordförande i Internationella regleringsbanken i Basel.